# Digitální dvojče

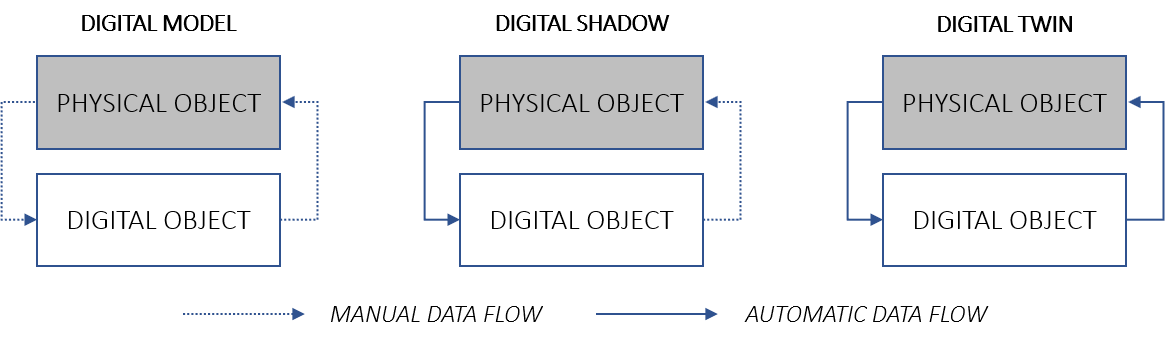
Vizualizace toku dat mezi fyzickým objektem a digitální reprezentací: digitální model, stín a dvojče. Zdroj: Wikimedia Commons.

Digitální dvojče je digitální (počítačový) model reálného, například výrobního, měřicího apod. automatizovaného zařízení, na němž lze simulovat jeho fungování, komunikaci mezi jeho složkami atd. Může se také učit z různých zdrojů a adaptovat na měnící se podmínky. Taková virtuální replika reálných zařízení pomáhá odhalit různé chyby a nesrovnalosti ještě předtím než se dané zařízení uvede do provozu. Pojem se vyskytuje například v souvislosti s momentálním nástupem programu Průmysl 4.0. Využívá se hlavně ve výrobních závodech, kde dokáže zkrátit dobu zprovoznění nových linek či závodů a umožňuje zvyšovat jejich efektivitu.
Také v technice budov byla již pro některé komplexní stavby vytvořena jejich digitální dvojčata se zaměřením především na toky a spotřebu energií a vazby na okolní prostředí.

## Využití
V běžné praxi nová část výrobní linky či celá hala projde návrhem, konstrukcí a následně realizací. Pak přichází na řadu nejsložitější fáze, a tedy testování, opravy nejrůznějších chyb, ladění sekvencí a časů. Tato fáze může dle náročnosti procesů trvat dny až týdny během kterých se všechny procesy synchronizují tak, aby výsledek odpovídal zadání zákazníka.
Digitální dvojče dokáže tuto dobu výrazně zkrátit. Jedná se o digitální funkční model reálných strojů i hal. Lze do něj nahrát veškerá data a už od počáteční fáze sledovat chyby v kódech či sekvencích. Výsledný program digitální továrny pak nasimuluje vztahy mezi jednotlivými entitami, čímž odhalí a pomůže opravit mnoho chyb už před výstavbou linky a dokonce zabránit i haváriím nebo poškození strojů při najíždění do provozu.
Při vývoji stroje nebo zařízení se díky digitálnímu dvojčeti vytvořenému ve vhodém simulačním programu zmenší potřebný počet fyzických prototypů.
Již vytvořené digitální dvojče se pak dá využít v dalších fázích životního cyklu strojů. Poslouží k analýze výroby, předpoví poruchovost, kalkuluje energetické výdaje i prostoje kdykoliv v průběhu výrobního procesu. Do budoucna bude schopné simulovat nejen činnost strojů a materiálové toky, ale také činnost lidí. Jeho využití se o dost rozšíří.
Digitální dvojče je nástroj, který dokáže ušetřit čas i peníze. Na druhou stranu se jedná o nemalou investici a ne vždy má jeho využití smysl. Největší smysl má u velkých výrobních společností, kde je tlak na tempo výroby obrovský a veškerá vylepšení, přestavby či výstavby nových výrobních linek musí proběhnout v nejkratším možném čase.

## Historie a vývoj
Koncept digitálních dvojčat byl poprvé navržen v roce 2002 Dr. Michaelem Grievesem z University of Michigan jako součást rámce řízení životního cyklu produktu (Product Lifecycle Management, PLM). Původní název byl „Mirrored Spaces Model“, který představoval propojení mezi fyzickými a digitálními systémy.
Termín „digitální dvojče“ se oficiálně začal používat na počátku druhého desetiletí 21. století. Zpočátku našla digitální dvojčata uplatnění hlavně v leteckém průmyslu, kde byla klíčová přesná simulace složitých systémů. Postupně se rozšířila do dalších odvětví, jako je výroba, doprava nebo zdravotnictví. V souvislosti s nástupem Průmyslu 4.0 se digitální dvojčata stala základem pro propojení fyzického a digitálního světa díky technologiím jako internet věcí (IoT), umělá inteligence (AI) a cloud computing.

## Technologie za digitálními dvojčaty
Digitální dvojčata využívají moderní technologie, které propojují fyzický svět s digitálním. Mezi klíčové technologie patří:
Internet věcí (IoT): Senzory sbírají data o teplotě, tlaku nebo pohybu a propojují je s digitálním protějškem.
Umělá inteligence (AI): AI zpracovává velké množství dat a umožňuje predikce i optimalizace.
Cloud computing: Ukládání a analýza dat v cloudu podporuje jejich dostupnost a globální využití.

## Aplikace a budoucnost
Digitální dvojčata se uplatňují v různých oblastech průmyslu:
Výroba: Zrychlují procesy a snižují náklady.
Logistika: Optimalizují dopravu a dodavatelské řetězce.
Energetika: Predikují spotřebu a zvyšují udržitelnost.

## Výzvy a omezení
Standardizace a interoperabilita: Nedostatek jednotných standardů komplikuje integraci digitálních dvojčat do různých systémů. Propojení datových formátů a komunikačních protokolů je jedním z největších problémů.
Kybernetická bezpečnost: Správa velkých objemů dat zvyšuje riziko kybernetických útoků. Technologie jako blockchain mohou zlepšit ochranu dat.
Náklady na implementaci: Realizace digitálních dvojčat vyžaduje investice do senzorů, platforem a školení.
Kvalita dat: Nekvalitní data mohou vést k chybným simulacím a rozhodnutím.
Komplexita integrace: Integrace IoT, AI a cloud computingu je náročná na zdroje i odborné znalosti.